# 1553
1553 (MDLIII) je bilo navadno leto, ki se je po julijanskem koledarju začelo na nedeljo.

## Dogodki
- konec vojne med nemškimi mesti in kneževinami.

## Rojstva
Neznan datum
- Jerónimo de Ayanz y Beaumont, španski izumitelj († 1613)

## Smrti
- 9. april - François Rabelais, francoski humanist in pisatelj (* 1494)
- 19. februar - Erasmus Reinhold, nemški astronom, matematik (* 1511)
- 8. avgust - Girolamo Fracastoro, italijanski učenjak, književnik, zdravnik, pesnik, astronom, geolog (* 1478)
- 27. oktober - Miguel Servet, španski humanist, teolog, zdravnik (* 1511)